# Tushratta
 (décembre 2010).
Si vous disposez d'ouvrages ou d'articles de référence ou si vous connaissez des sites web de qualité traitant du thème abordé ici, merci de compléter l'article en donnant les références utiles à sa vérifiabilité et en les liant à la section « Notes et références ».
Tushratta fut roi du Mittani d'environ 1380 à 1350 av. J.-C. 
Fils du roi Shuttarna II, il fut placé sur le trône par un certain UD-hi qui avait assassiné son frère Artashumara. Il était probablement très jeune à l’époque et servait de faire-valoir. Il réussit cependant à s’émanciper du meurtrier, peut-être avec l’aide de son gendre égyptien.

## Biographie
Au début du règne du roi Hittite Suppiluliuma Ier, le Kizzuwatna, alors dirigée par Shunashshura était sous le contrôle hittite. Le royaume fit sécession de Hatti, mais fut reconquis par Suppiluliuma Ier. Lors de ce qui est appelé la première campagne syrienne, Suppiluliuma envahit ensuite la partie occidentale de la vallée de l’Euphrate et conquit l'Amurru et le Nuhashshe sur le Mittani.
D'après le traité entre Suppiluliuma et Shattiwazza, Suppiluliuma passa un traité avec Artatama (aucun élément biographique précédant ce traité, ni de liens avec la famille royale ne sont connus), un rival de Tushratta. Il est appelé roi des Hurri, tandis que Tushratta avait pour titre roi du Mittani. Il est probable que ceci déplut à Tushratta. Suppiluliuma commença à piller les terres sur la rive occidentale de l'Euphrate et annexa le Mont-Liban. Tushratta le menaça de lancer des attaques au-delà de l'Euphrate si un seul agneau ou enfant était volé.
Suppiluliuma relate ensuite comment le pays d'Isuwa sur l'Euphrate supérieur fit sécession au temps de son grand-père. Les essais pour reconquérir ce territoire avaient échoué. Lors du règne de son père, d'autres cités se rebellèrent. Suppiluliuma affirme les avoir défaites, mais les survivants avaient fui vers le territoire d'Isuwa, probablement en pays mittanien. Une clause exigeant le retour des réfugiés faisant partie de beaucoup de traités entre états souverains et entre dirigeants et états vassaux, c'est peut-être l'asile de ces fugitifs par Isuwa qui fut un prétexte pour l'invasion hittite.
Une armée hittite traversa la frontière, entra dans Isuwa et ramena les fugitifs (ou déserteurs ou gouvernements exilés) sous le joug hittite : "je libérais les territoires que je capturais; ils restèrent dans leurs cités. Tous les gens que je relâchais rejoignirent leur peuple, et Hatti incorpora ces territoires."
L'armée hittite marcha ensuite sur Washshukanni. Suppiluliuma déclare avoir pillé cette région, et d'avoir ramené du butin, des captifs, du bétail, des moutons et des chevaux au Hatti. Il prétend aussi que Tushratta fuit, bien qu'il ne réussit pas à capturer la capitale. Bien que cette campagne affaiblit le Mittani, elle ne réussit pas à mettre en danger son existence.
Lors d’une seconde campagne, les Hittites traversèrent encore une fois l’Euphrate et prirent Halab, Mukish, Niya, Arahati, Apina, Qatna et d'autres cités dont le nom ne nous est pas parvenu. Le butin d'Arahati comprenait des conducteurs de chars de guerre, qui furent emmenés au Hatti avec tous leurs biens. C'était alors classique d'incorporer des soldats ennemis à sa propre armée. Dans ce cas, les Hittites cherchèrent sans doute à contrer la principale force du Mittani, les chars de guerre, en se créant ou en renforçant ses propres forces de chars de guerre.
Suppiluliuma affirma avoir déclaré avoir conquis les terres autour du Mont-Liban et de la plus lointaine des rives de l'Euphrate. Cependant, on ne connait des gouverneurs Hittites ou des dirigeants vassaux que pour une partie de ces villes et royaumes. Il paraît ainsi probable que les Hittites firent des conquêtes en Syrie occidentale, mais semble douteux qu'ils établirent un pouvoir permanent sur la région à l'est de l'Euphrate.
Tushratta soupçonnait peut-être des visées expansionnistes des Hittites contre son royaume. Les Lettres d'Amarna contiennent plusieurs tablettes de Tushratta concernant le mariage de sa fille Tadukhepa (Tatuhepat) avec Amenhotep III dans le but explicite de consolider l'alliance avec le royaume égyptien. Vers la fin de sa vie, Amenhotep III écrivit à Tushratta de nombreuses fois afin de lui exprimer son souhait de se marier à sa fille. Cependant, il semble qu'Amenhotep III mourut avant qu'elle n'arrive. Quand Suppiluliuma envahit le Mittani, les Égyptiens ne répondirent pas à temps (peut-être en raison de la soudaine mort d'Amenhotep et de la lutte pour le pouvoir qui en fut la conséquence). Taduhepa se maria au nouveau roi Akhénaton, et elle serait devenue la célèbre reine d'Égypte Kiya (ou Khipa ?). D'autres théories pensent qu'elle est en fait Néfertiti, une autre femme d'Akhénaton, ce qui est peu vraisemblable.
Un des fils de Tushratta conspira avec certains de ses sujets et tua son père afin de prendre le trône. Le Mittani fut alors divisé par des luttes intestines. Deux de ses fils, Artatama et Shuttarna se disputèrent l’héritage, ce qui par une habile politique de soutien hittite à l’un, puis à l’autre, contrebalancée par le jeu des Assyriens, aboutit à la division du Mittani en deux royaumes, l’un occidental sous protectorat hittite, l’autre autour de Wassukanni dans la mouvance assyrienne.